# Резников, Артём Васильевич
Артём Васильевич Резников (род. 11 января 1992 года, Риддер, Казахстан) — казахстанский боец смешанных единоборств (ММА) выступающий в лёгком дивизионе под эгидой ACA, — претендент на титул в лёгком весе. Чемпион казахстанской организации «Alash Pride» (апрель 2019). Финалист гран при АСА в лёгком весе (2022).

## Биография

### Ранние годы
Родился 11 января 1992 года в городе Риддер. Представляет Казахстан. По национальности — русский.

### Вольная борьба и ММА
Артём Резников начал свой спортивный путь с вольной борьбы. По словам Артёма, его кумиром является всемирно известный и титулованный боец смешанных единоборств Фёдор Емельяненко, Артём смотрел все его поединки, впоследствии он решил попробовать свои силы в смешанных единоборствах.

### Профессиональная карьеры в ММА
Резников начинает свою профессиональную карьеру бойца MMA в 2011 году. Дебютировал на турнире «ZZ — Zhekpe Zhek», где ему противостоял казахстанский боец Мади Досмухаметов, бой завершился в самом начале первого раунда в пользу Артёма Резникова, рефери поднял руку Резникова, объявив технический нокаут.
Продолжал стабильно выступать на разных организациях по ММА, вёл серию из девяти побед.
2014 году в своём десятом бою потерпел первое поражение в карьере, проиграв единогласным судейским решением Григорию Кичигину. Затем реабилитировался, выиграв пять поединков к ряду.
Выступал на таких крупных бойцовских организациях (ММА) как ACA и FNG. Побеждал таких титулованных бойцов, как: Юсуф Раисов, Хасан Халиев, Хамзат Аушев, Михаил Балакирев.
В начале 2019 года стал чемпионом казахстанской лиги Alash Pride в полусреднем весе (77 кг), победив титулованного кикбоксера Хасана Халиева.

### Контракт с ACA и вызов Раисову
В 2019 году Резников подписал соглашение с крупнейшей лигой мира АСА. После двух удачных выступлений в лиге он бросает вызов бывшему чемпиону организации в полулёгком весе (66 кг) Юсуфу Раисову, который оставил пояс в полулёгкого веса вакантным и поднялся в лёгкую весовую категорию.
В сентябре 2020 года Резников побеждает топового бойца и звезду организации Юсуфа Раисова раздельным решением судей на турнире ACA-111 — и тем самым совершает громкий апсет в российском ММА и становится одним из главных претендентов на титул ACA в лёгком весе (70 кг), где титулом чемпиона владеет Абдул-Азиз Абдулвахабов.

### Гран при АСА
В первом бою Артему предстояло встретиться с ветераном ММА из Бразилии Дейви Рамосом, которого Артем одолел единогласным решением судей. В полуфинале Артем встречался с опытным Андреем Кошкиным, который вошел в Гран при после дисквалификации пары Багов-Магомедов. Артем смог одолеть Андрея Кошкина применив свой коронный удушающий прием север-юг во втором раунде.
В финале соперником Артема стал именитый Эдуард Вартанян. Весь бой проходил при подавляющем доминировании Эдуарда, которому удалось нивелировать борьбу Резникова. Бой закончился победой Вартаняна в третьем раунде в результате технического нокаута. В своей победной речи, Эдуард также обратился к президенту лиги с просьбой выплатить сопернику причитавшийся ему бонус в 10 000 долларов. Этот бой стал вторым по просмотрам за всю истории лиги уступив и был признан боем вечера.
В настоящее время Артем имеет за плечами 31 профессиональных боёв, из которых в 24-х выиграл и в 7 боях потерпел поражение.

## Титулы

### Смешанные единоборства
- Alash Pride
  -  Чемпион в полусреднем весе.

## Статистика в профессиональном ММА
| Боёв 30  | Побед 24 | Поражений 6 |
| -------- | -------- | ----------- |
| Нокаутом | 10       | 3           |
| Сдачей   | 8        | 1           |
| Решением | 6        | 2           |

| Результат | Рекорд | Соперник             | Способ                                          | Турнир                                               | Дата             | Раунд | Время | Место                   | Примечание                                    |
| --------- | ------ | -------------------- | ----------------------------------------------- | ---------------------------------------------------- | ---------------- | ----- | ----- | ----------------------- | --------------------------------------------- |
| Поражение | 24-7   | Эдуард Вартанян      | Технический нокаут (удары)                      | ACA 159: Вартанян — Резников                         | 16 июня 2023     | 3     | 4:32  | Сочи, Россия            | Финал Гран-при ACA в лёгком весе.             |
| Победа    | 24-6   | Андрей Кошкин        | Удушением (север-юг)                            | ACA 150: Резников — Кошкин                           | 23 декабря 2022  | 2     | 1:27  | Москва, Россия          | Гран-при ACA в лёгком весе                    |
| Победа    | 23-6   | Дэйви Рамос          | Решением (единогласным)                         | ACA 140: Резников — Рамос                            | 17 июня 2022     | 5     | 5:00  | Сочи, Россия            | Гран-при АСА в лёгком весе                    |
| Победа    | 22-6   | Юсуф Раисов          | Решением (раздельным)                           | ACA 111: Абдулвахабов — Сарнавский                   | 19 сентября 2020 | 3     | 5:00  | Москва, Россия          |                                               |
| Победа    | 21-6   | Хамзат Аушев         | Сабмишном (удушение север-юг)                   | ACA 105: Шахбулатов — Жубилеу                        | 6 марта 2020     | 1     | 2:40  | Алма-Ата, Казахстан     |                                               |
| Победа    | 20-6   | Хасан Халиев         | Сабмишном (удушение север-юг)                   | ACA 100 — Fight Day: Grozny                          | 4 октября 2019   | 1     | 4:01  | Грозный, Россия         | Дебют в АСА                                   |
| Победа    | 19-6   | Хасан Халиев         | Решением (единогласным)                         | Alash Pride FC — Fortress and Friendship of People   | 30 апреля 2019   | 3     | 5:00  | Алма-Ата, Казахстан     | Завоевал титул Alash Pride в полусреднем весе |
| Победа    | 18-6   | Михаил Балакирев     | Решением (единогласным)                         | Knights of Moscow Oblast Ring Voimezh Battle 5       | 24 февраля 2019  | 3     | 5:00  | Москва, Россия          |                                               |
| Победа    | 17-6   | Ифтихор Арбобов      | Решением (единогласным)                         | Alash Pride FC — The Orbulak Battle                  | 20 декабря 2018  | 3     | 5:00  | Талдыкорган, Казахстан  |                                               |
| Победа    | 16-6   | Ерлан Нурбек         | Сабмишном (удушение север-юг)                   | Alash Pride FC — Alash Pride                         | 12 мая 2018      | 2     | 1:30  | Капчагай, Казахстан     |                                               |
| Победа    | 15-6   | Мырза Еркенбеков     | Техническим сабмишном (удушение север-юг)       | FNG Fight Nights Global 80                           | 26 ноября 2017   | 1     | 2:54  | Алма-Ата, Казахстан     |                                               |
| Поражение | 14-6   | Нурсултан Разибоев   | Техническим нокаутом (удар коленом и добивание) | AFCA / Fight Club 777 Fight Show 777                 | 20 мая 2017      | 1     | 1:23  | Алма-Ата, Казахстан     |                                               |
| Поражение | 14-5   | Данияр Бабакулов     | Техническим нокаутом (удары)                    | Jash-Kuch Fighting Championship JFC 2016 Fight Night | 15 октября 2016  | 4     | 0:48  | Бишкек, Кыргызстан      |                                               |
| Поражение | 14-4   | Дмитрий Арышев       | Техническим нокаутом (удары)                    | EFN — Fight Nights Global 47                         | 15 мая 2016      | 2     | 4:42  | Санкт-Петербург, Россия | Дебют в AMC FNG                               |
| Поражение | 14-3   | Ярра Хуссейн         | Решением (единогласным)                         | Desert Force 22 — Jordan                             | 18 апреля 2016   | 3     | 5:00  | Амман, Иордания         |                                               |
| Поражение | 14-2   | Михаил Царев         | Сабмишном (удушение гильотиной)                 | Tech-Krep FC Battle in Siberia                       | 12 февраля 2016  | 1     | 0:40  | Новосибирск, Россия     |                                               |
| Победа    | 14-1   | Захид Алмас          | Техническим нокаутом                            | Zhekpe Zhek — Transcaspian Cup                       | 1 ноября 2015    | 1     | 1:07  | Актау, Казахстан        |                                               |
| Победа    | 13-1   | Исмаил Захирзада     | Техническим нокаутом                            | Zhekpe Zhek — Transcaspian Cup                       | 1 ноября 2015    | 1     | 0:47  | Актау, Казахстан        |                                               |
| Победа    | 12-1   | Умар Янковский       | Решением (единогласным)                         | Zhekpe Zhek — Transcaspian Cup                       | 1 ноября 2015    | 2     | 5:00  | Актау, Казахстан        |                                               |
| Победа    | 11-1   | Жаныбек Аматов       | Сабмишном (удушение север-юг)                   | Alash Pride — Royal Plaza Volume 5                   | 30 апреля 2015   | 1     | 1:22  | Алма-Ата, Казахстан     |                                               |
| Победа    | 10-1   | Сунитула Расулов     | Техническим нокаутом (удары)                    | Alash Pride — Selection 7                            | 12 февраля 2015  | 1     | 0:52  | Алма-Ата, Казахстан     |                                               |
| Поражение | 9-1    | Григорий Кичигин     | Решением (единогласным)                         | Alash Pride — Warriors of the Steppe                 | 23 ноября 2014   | 2     | 5:00  | Алма-Ата, Казахстан     |                                               |
| Победа    | 9-0    | Дмитрий Кудинов      | Сабмишном (удушение сзади)                      | Zhekpe Zhek — Pavlodar Arlans                        | 19 октября 2014  | 1     | 3:00  | Павлодар, Казахстан     |                                               |
| Победа    | 8-0    | Николай Фоменко      | Техническим нокаутом (удары)                    | Zhekpe Zhek — Bantamweight Grand Prix                | 6 октября 2014   | 1     | 1:07  | Астана, Казахстан       |                                               |
| Победа    | 7-0    | Олжас Жолдасбеков    | Техническим нокаутом (удары)                    | Zhekpe Zhek — Bantamweight Grand Prix                | 6 октября 2014   | 1     | 0:47  | Астана, Казахстан       |                                               |
| Победа    | 6-0    | Айбаркужа Сулайманов | Техническим нокаутом (удары)                    | Alash Pride — Selection 4                            | 16 августа 2014  | 1     | 1:00  | Кызылорда, Казахстан    |                                               |
| Победа    | 5-0    | Нурбол Турсуналиев   | Сабмишном (удушение сзади)                      | AP — Grand Prix 2013                                 | 7 июля 2013      | 1     | 0:35  | Алма-Ата, Казахстан     |                                               |
| Победа    | 4-0    | Юрий Шмидт           | Техническим нокаутом                            | Alash Pride — Great Battle                           | 30 марта 2013    | 1     | 1:10  | Алма-Ата, Казахстан     | Дебют в Alash Pride                           |
| Победа    | 3-0    | Ануар Кузембаев      | Техническим нокаутом (удары)                    | Nomad MMA Nomad MMA Cup                              | 31 декабря 2011  | 1     | 0:30  | Алма-Ата, Казахстан     |                                               |
| Победа    | 2-0    | Жасулан Адибаев      | Техническим нокаутом (удары)                    | Nomad MMA Nomad MMA Cup                              | 31 декабря 2011  | 1     | 2:40  | Алма-Ата, Казахстан     |                                               |
| Победа    | 1-0    | Мади Досмухаметов    | Техническим нокаутом (удары)                    | ZZ Zhekpe Zhek                                       | 3 мая 2011       | 1     | 0:30  | Казахстан               | Дебют в профессиональном ММА                  |

## Статистика в любительском ММА
| Результат | Рекорд | Соперник       | Способ                       | Турнир                  | Дата            | Раунд | Время | Место               | Примечание               |
| --------- | ------ | -------------- | ---------------------------- | ----------------------- | --------------- | ----- | ----- | ------------------- | ------------------------ |
| Победа    | 1-0    | Медет Самитаев | Техническим нокаутом (удары) | ZZ Zhekpe Zhek Cup 2011 | 10 октября 2011 | 1     | 3:40  | Каскелен, Казахстан | Дебют в любительском ММА |